# Cacciaconti

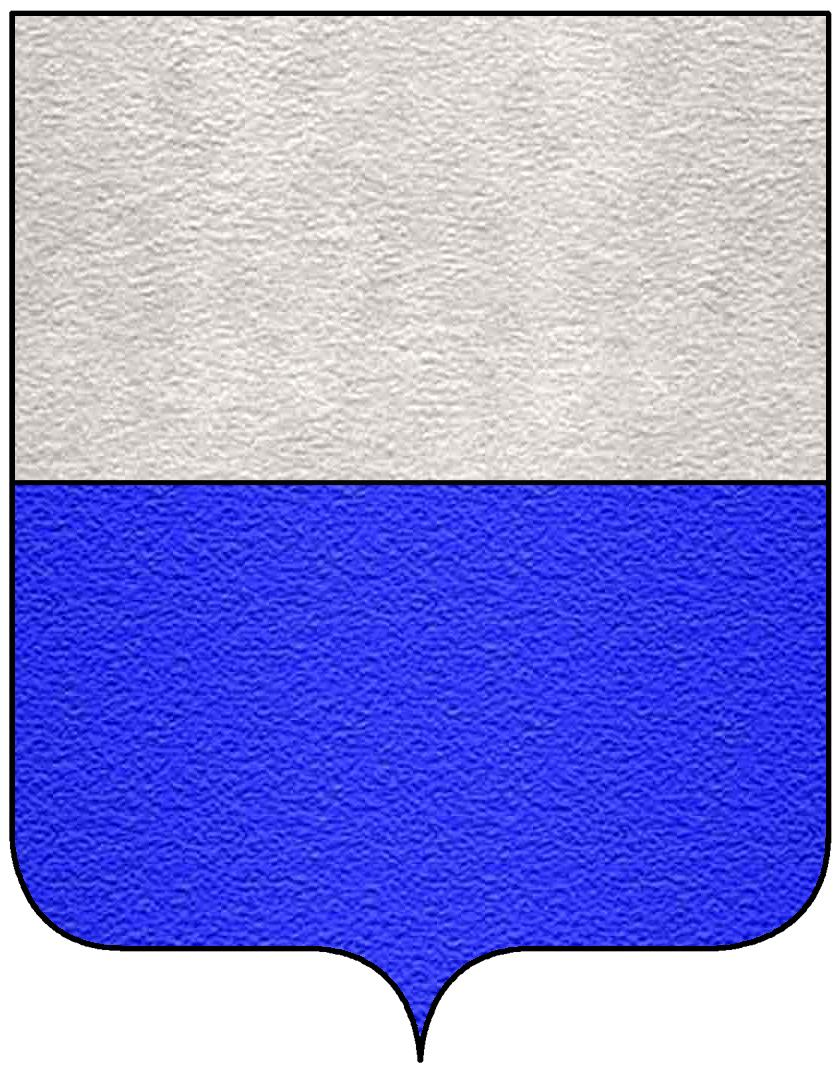
Stemma dei Cacciaconti

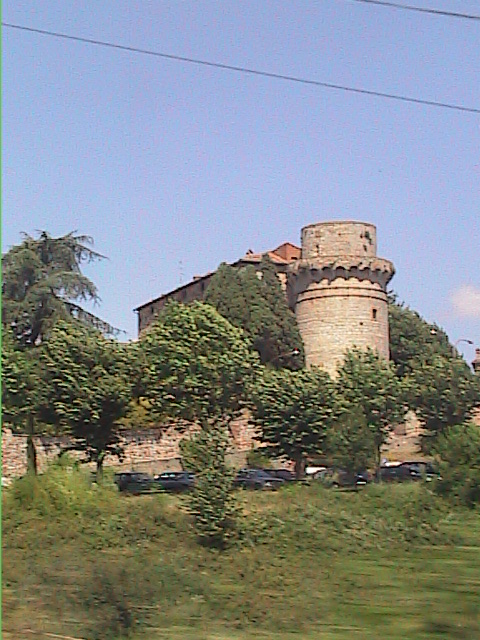
Castello dei Cacciaconti a Trequanda, in provincia di Siena

I Cacciaconti furono un'antica famiglia di Siena, le cui origini vengono fatte risalire alla grande consorteria feudale dei Berardenghi di origine salica.

## Storia
Le origini dei Cacciaconti vengono fatte risalire alla grande consorteria altomedievale dei signori della Berardenga, discendenti di Winigisio I di Raghinerio, di origine salica, che fu conte di Siena e Roselle nella seconda metà del IX secolo.
I Cacciaconti furono signori di numerosi castelli nel senese: Asciano, da cui il nome di conti Scialenghi o della Scialenga, Serre Di Rapolano, Scrofiano, Farnetella e Trequanda. Si inurbarono a Siena intorno tra il XII e il XIII secolo. 
Tra i personaggi illustri di questo casato ci sono Caccia d'Asciano e Ghino di Tacco, entrambi menzionati da Dante Alighieri nell'Inferno.